# Jacksonville (Geórgia)
Jacksonville é uma cidade  localizada no estado americano de Geórgia, no Condado de Telfair.

## Demografia
Segundo o censo americano de 2000, a sua população era de 118 habitantes.
Em 2006, foi estimada uma população de 118, um aumento de 0 (0.0%).

## Geografia
De acordo com o United States Census Bureau tem uma área de 2,9 km², dos quais 2,9 km² cobertos por terra e 0,0 km² cobertos por água.

## Localidades na vizinhança
O diagrama seguinte representa as localidades num raio de 32 km ao redor de Jacksonville.